# Háj ve Slezsku

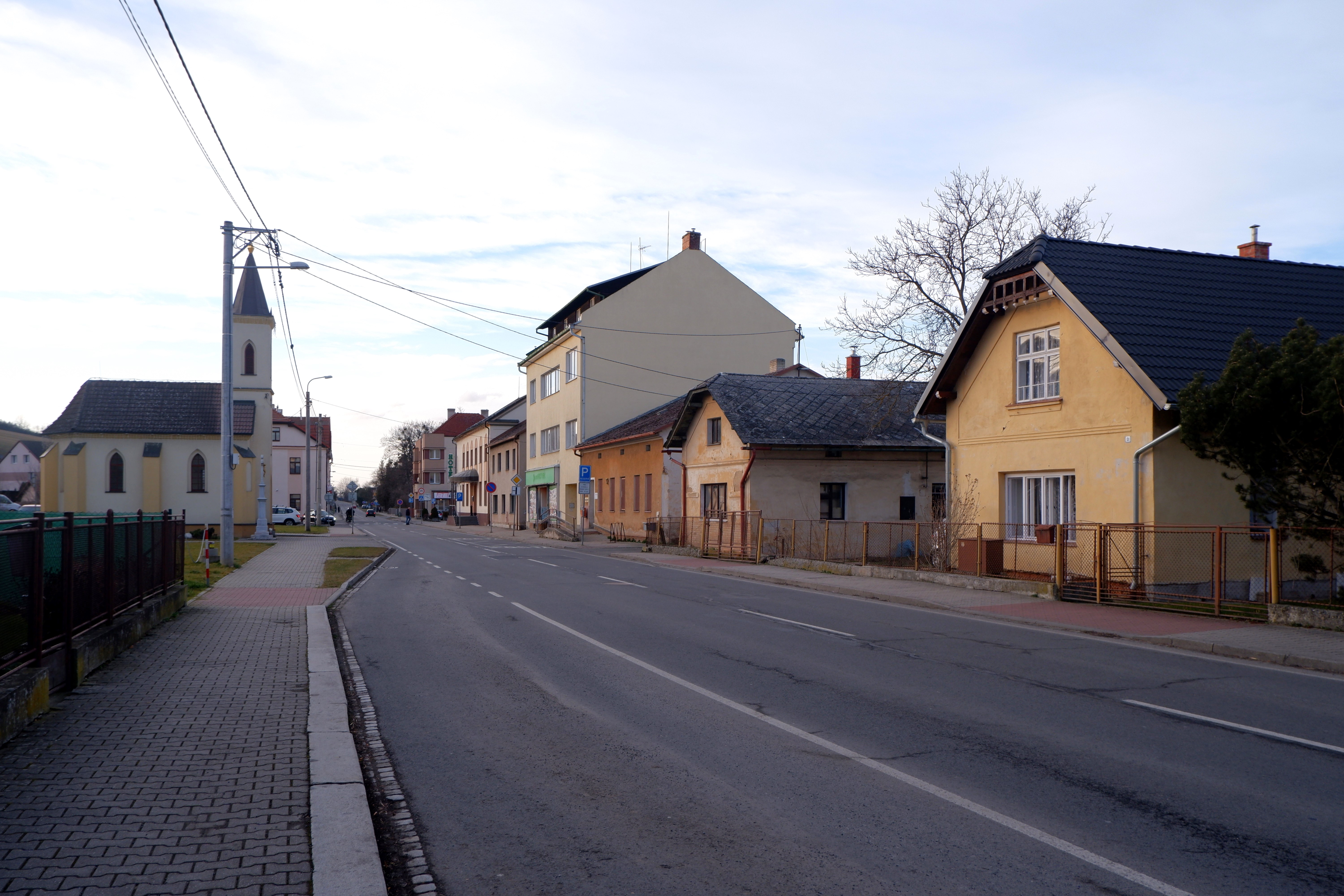
Ortsmitte

Háj ve Slezsku (deutsch: Freiheitsau) ist eine Gemeinde im Okres Opava (deutsch: Bezirk Troppau) in der Mährisch-Schlesischen Region im Osten der Tschechischen Republik. Hier leben ca. 3300 Einwohner und das Katastergebiet hat eine Fläche von 1378 ha.

## Lage
Die Stadt Hlučín  liegt 7 km nordöstlich, die Stadt  Ostrava  14 km südöstlich und die Stadt Opava  14 km westlich.
Die Opava (deutsch Oppa) bildet die nördliche Grenze der Gemeinde.

## Geschichte
Die erste schriftliche Erwähnung stammt aus der Mitte des 14. Jahrhunderts.

## Gemeindegliederung
Die Gemeinde besteht aus den Ortsteilen Chabičov (Chabitschau), Háj ve Slezsku (Freiheitsau), Jilešovice (Illeschowitz), Lhota (Ellgoth) und Smolkov (Smolkau). Grundsiedlungseinheiten sind Chabičov, Háj ve Slezsku, Háj ve Slezsku-Smolkov, Jilešovice, Lhota und Smolkov.
Das Gemeindegebiet gliedert sich in die Katastralbezirke Chabičov ve Slezsku, Jilešovice, Lhota u Opavy und Smolkov.

## Persönlichkeiten
- Hugo Fasal (1873–1941), österreichisch-US-amerikanischer Dermatologe, Abteilungsleiter und NS-Verfolgter
- Vladislav Vančura (1891–1942), Schriftsteller